# Список аэропортов Федеративных Штатов Микронезии
Это список аэропортов Федеративных Штатов Микронезии, отсортированный по местоположению.
Федеративные Штаты Микронезии — островное государство, расположенное в Тихом океане в регионе, известном как Микронезия. В федерацию входят четыре штата: Чуук, Косраэ, Понпеи и Яп.

## Аэропорты
Несмотря на наличие четырех международных аэропортов, только три обслуживают более одного внешнего пункта назначения, только два имеют пункты назначения за пределами Микронезии и только один обслуживает за пределами Микронезии и Океании.
| Местоположение | ИКАО | ИАТА | Название аэропорта            |
| Трук           | PTKK | TKK  | Международный аэропорт Чуук   |
| Косраэ         | PTSA | KSA  | Международный аэропорт Косраэ |
| Понпеи         | PTPN | PNI  | Международный аэропорт Понпеи |
| Улити          | -    | ULI  | Аэропорт Улити                |
| Яп             | PTYA | YAP  | Международный аэропорт Яп     |

## Второстепенные аэродромы
| Местоположение | ИКАО | ИАТА | Название аэропорта                         |
| Фаис           | -    | -    | Аэродром Фаис                              |
| Пулусук        | -    | -    | Аэродром Хук                               |
| Капингамаранги | -    | -    | Взлётно-посадочная полоса Капингамаранги   |
| Мокил          | -    | -    | Аэродром Мокил                             |
| Намонуито      | -    | -    | Аэродром Онун                              |
| Пингелап       | -    | -    | Аэродром Пингелап                          |
| Сапвуахфик     | -    | -    | Аэродром Сапвуахфик                        |
| Та             | -    | -    | Аэродром островов Мортлок                  |
| Волеаи         | -    | -    | Аэродром Волеаи (в настоящее время закрыт) |